# Ordentliches Lehrfach
Der Begriff ordentliches Lehrfach, auch ordentliches Schulfach, ordentliches Unterrichtsfach oder Pflichtfach, in Österreich Pflichtgegenstand, bezeichnet den Unterricht an allgemeinbildenden und berufsbildenden Schulen, an dem alle Schüler im Laufe ihrer Schulzeit unter versetzungsrelevanter  Leistungsbewertung in Noten oder Punkten teilnehmen müssen. Dazu zählen Hauptfächer wie Deutsch und Mathematik, die Wahlpflichtfächer und verbindlichen Übungen wie Musik und Turnen, die zumeist als Nebenfach gelten, sowie die Pflichtpraktika der höheren berufsbildenden Schulen.
In den meisten deutschen Bundesländern ist der Religionsunterricht ordentliches Lehrfach mit versetzungsrelevanter Note (Ausnahmen für Berlin, Brandenburg und Bremen), ebenso der Religionsunterricht in Österreich (außer in manchen berufsbildenden Schulen, wo er Freigegenstand ist). Sein Besuch ist nicht freiwillig, er ist auch kein Wahlfach. Man kann sich jedoch aus Gewissensgründen abmelden, muss dann jedoch meist einen Ethikunterricht besuchen, der als Ersatzfach gilt.
Im Gegensatz dazu gibt es den Wahlunterricht, zum Beispiel Arbeitsgemeinschaften (AG), Freifächer, unverbindliche Übungen oder Förderunterricht, die zumindest aus einem größeren Angebot heraus wählbar sind, wenn die Teilnahme daran nicht sogar völlig freiwillig ist (zum Beispiel Theater-AG oder in Berlin der Religionsunterricht).